# Miguel Virasoro
Miguel Angel Virasoro (Buenos Aires, 9 mei 1940 – aldaar, 23 juli 2021) was een Argentijns theoretisch fysicus. Hij was een pionier van de snaartheorie.
Virasoro is bekend voor de Virasoro-algebra in de snaartheorie. Met Giorgio Parisi en Marc Mézard deed hij onderzoek over spinglazen en ontdekte met hen de ultrametrische hiërarchische organisatie in spinglazen bij zeer lage temperaturen.
Later werkte hij ook aan mathematische modellen van de hersenen en aan economische modellen.

## Biografie
Virasoro studeerde vanaf 1958 aan de Universiteit van Buenos Aires. In 1967 promoveerde hij er, in het jaar na het gewelddadig ingrijpen door de Argentijnse politie (Nacht van de lange knuppels, La Noche de la Bastones Largos) op 29 juli 1966 na de staatsgreep van generaal Ongania, waarbij veel bekende professoren (ook uit de natuurwetenschappen) hun betrekking verloren. Voor zijn postdoctoraat trok hij naar het Weizmann Instituut der Wetenschappen in Rehovot, Israël, waar hij met Gabriele Veneziano werkte op de bootstrap-theorie en de S-matrix-theorie, en aan de University of Wisconsin, waar de vroege stringtheoretici Bunji Sakita en Keiji Kikkawa werkten. Vanaf 1970 was hij aan de University of California, Berkeley en in 1975-1976 aan het Institute for Advanced Study in Princeton. Hij keerde kort naar Argentinië terug, maar na de militaire staatsgreep van 1976 bleef hij in het buitenland: eerst aan de École normale supérieure, daarna in Rome waar hij professor werd. Van 1995 tot 2002 was hij directeur van het Internationaal Centrum voor Theoretische Fysica (ICTP) in Triëst. Daarna gaf hij nog les aan de Universiteit Sapienza Rome.
Hij overleed op 81-jarige leeftijd.